# Rotonda de los Personajes Ilustres de Xochimilco
La Rotonda de los Personajes Ilustres de Xochimilco es una glorieta - monumento ubicada en la Av. Guadalupe I. Ramírez, Calle Pino y Matamoros en la delegación Xochimilco del D.F. Fue inaugurada el 11 de diciembre de 2008 frente al Embarcadero "Fernando Celada" y rinde homenaje a las personas ilustres originarias de la delegación o que hicieron algo importante en la misma.

## Personajes homenajeados en la Rotonda de los Personajes Ilustres de Xochimilco
| Nombre                     | Fecha                      | Actividad                                                     | Origen                                   |
| -------------------------- | -------------------------- | ------------------------------------------------------------- | ---------------------------------------- |
| Aureliano Urrutia Sandoval | (1872-1975)                | Médico y político                                             | Xochimilco, D.F.                         |
| Dolores Olmedo Patiño      | (1908-2002)                | Coleccionista de arte                                         | Tacubaya,D.F.                            |
| Fernando Celada Miranda    | 1872-1929                  | Poeta, dramaturgo y periodista                                | Xochimilco, D.F.                         |
| Francisco Goitia           | (1882-1960)                | Pintor                                                        | Zacatecas                                |
| Guadalupe I. Ramírez       | (189?-1948)                | Política                                                      | Xochimilco, D.F.                         |
| José Farías Galindo        | (1921-2004)                | Investigador, arqueólogo, historiador y compositor            | Zumpango, Edomex                         |
| Juan Badiano               | (1484-1560)                | Sabio indígena                                                | Barrio La Santísima, Xochimilco          |
| Martín de la Cruz          | (Finales del siglo XV - ?) | Sabio y botánico indígena                                     | Barrio Zacapan, Xochimilco               |
| Pedro Ramírez del Castillo | (siglo XVII - ?)           | Clérigo, rector de la Real y Pontificia Universidad de México | Xochimilco, D.F.                         |
| Quirino Mendoza y Cortés   | (1862-1957)                | Músico y compositor                                           | Barrio de Tulyehualco, Xochimilco (D.F.) |

- Datos: Q21057417